# Cmentarz leśny w Laskach

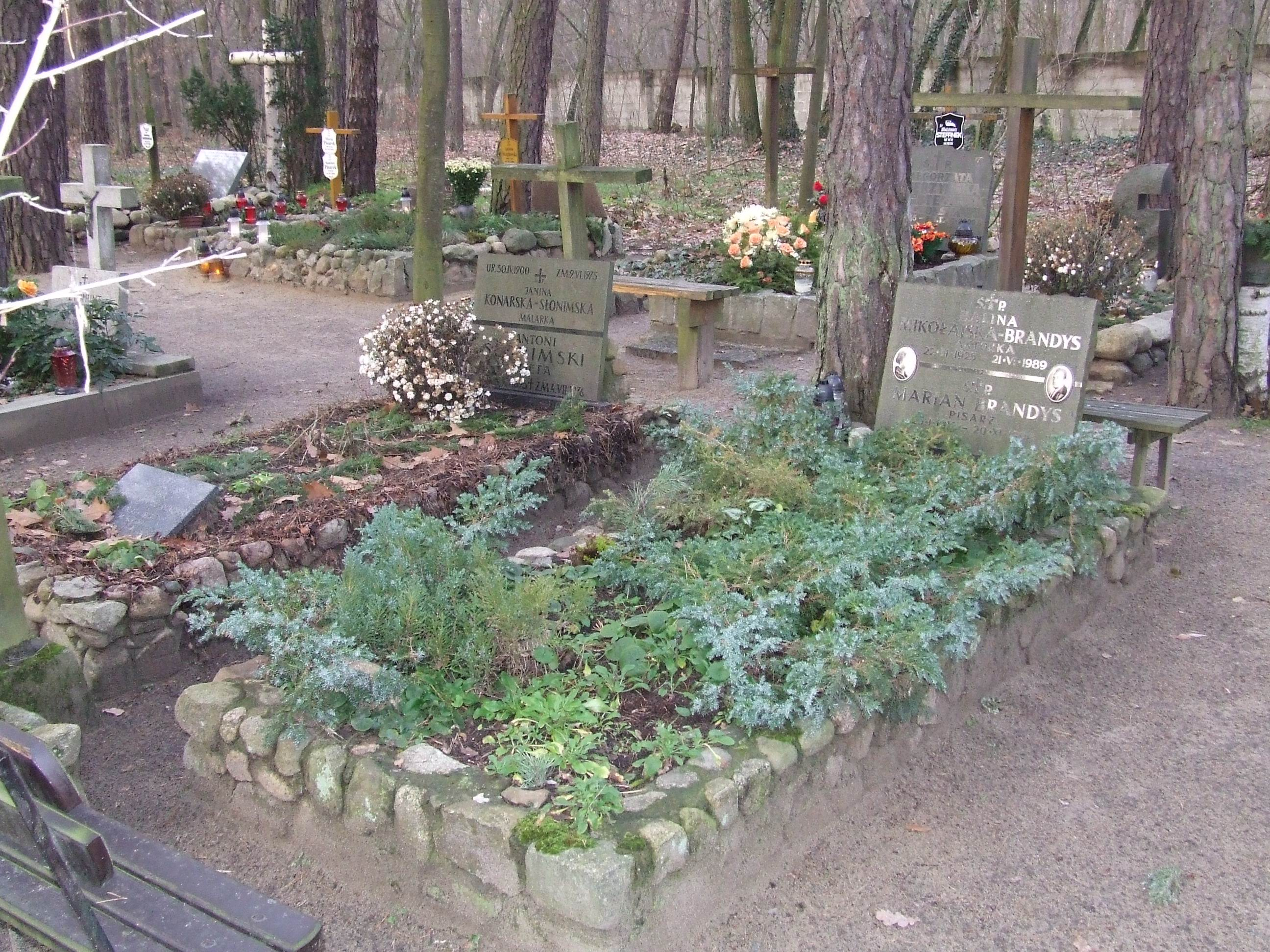
Grób Brandysów i Słonimskich

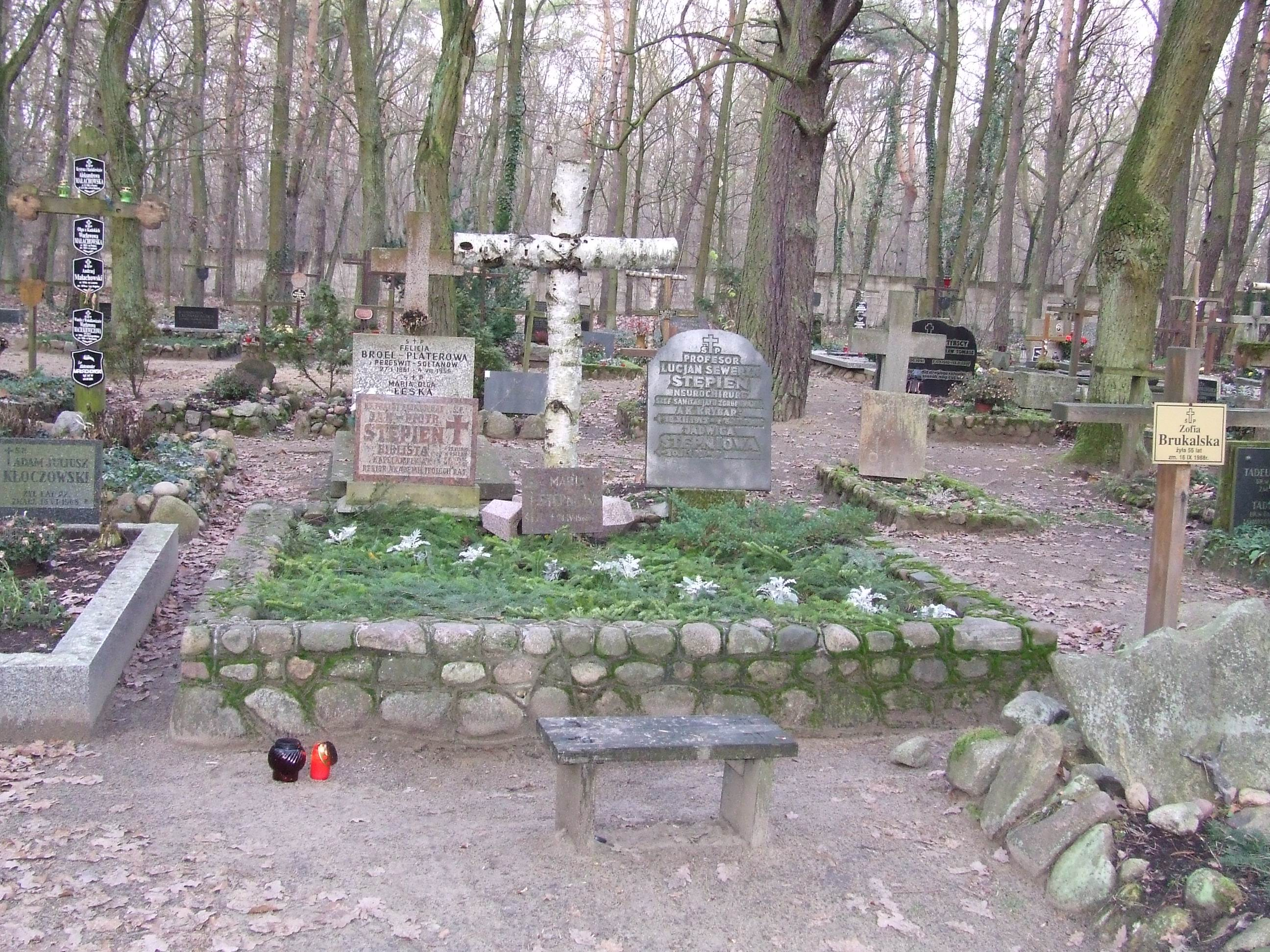
Grób Stępniów i Małachowskich

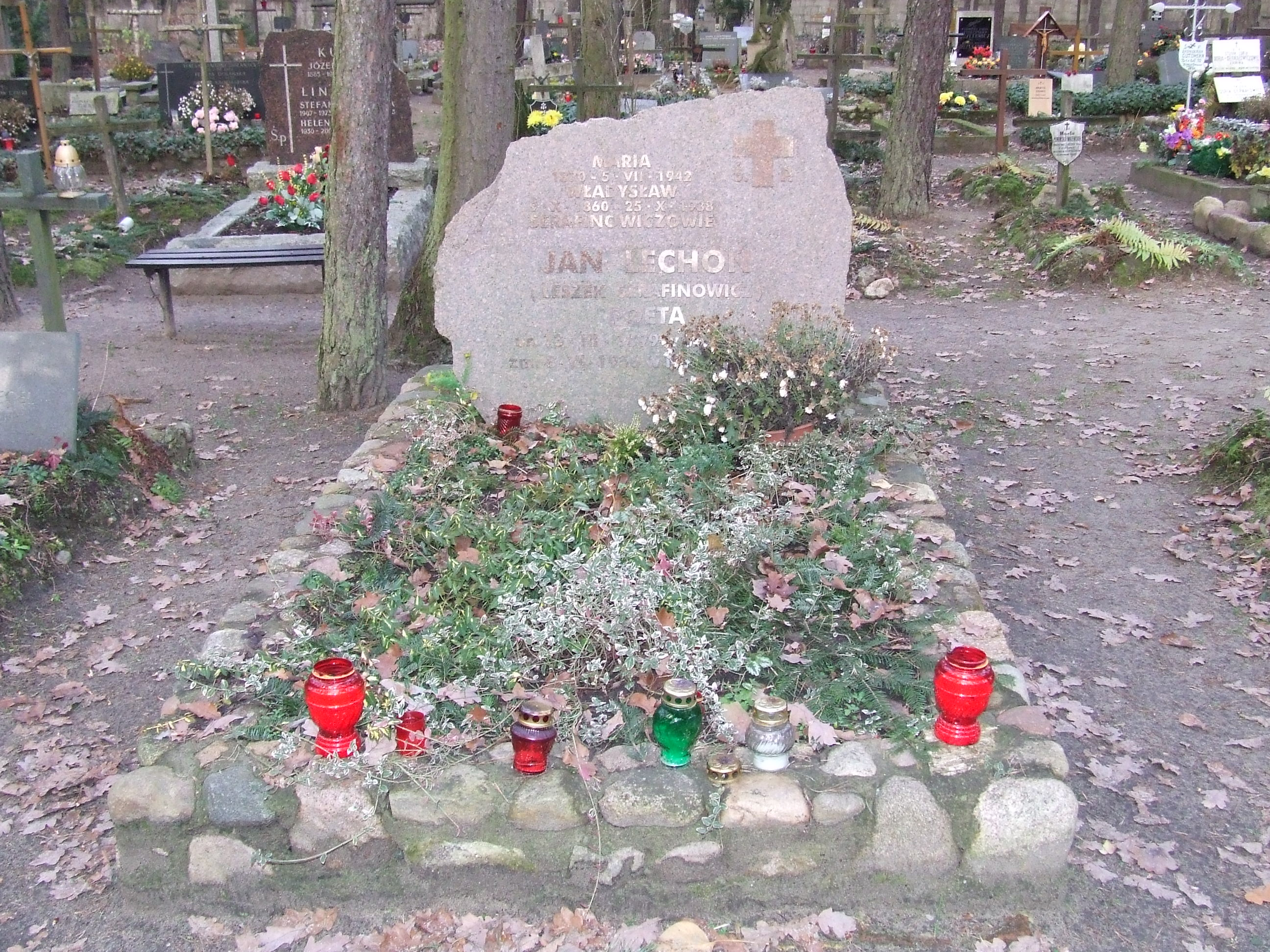
Grób Jana Lechonia

Cmentarz leśny w Laskach, nazywany inaczej cmentarzem zakładowym – znajduje się w Laskach w gminie Izabelin, na terenie Zakładu dla Niewidomych.

## Historia
Cmentarz znajduje się w północno-zachodniej części Zakładu dla Niewidomych w Laskach, w lesie sosnowym na skraju Puszczy Kampinoskiej. Cmentarz powstał w latach 20. XX wieku wraz z Zakładem dla Niewidomych i spoczywają tutaj wyłącznie zasłużeni dla Towarzystwa Opieki nad Ociemniałymi, jego przyjaciele, pracownicy oraz w równych rzędach siostry Franciszkanki Służebnice Krzyża, opiekujące się Zakładem. Leżą tu również przedstawiciele katolickich kręgów warszawskiej inteligencji, od czasów przedwojennych związanej duszpastersko i duchowo z Laskami i siostrami franciszkankami.
Cmentarz ten nie jest duży i położony jest nieco na uboczu, a groby na nim są bardzo skromne, szczególnie zakonne. Pośrodku cmentarza znajdują się groby założycieli Zakładu – tu pochowana była hr. Elżbieta Róża Czacka (23 grudnia 2020 została ekshumowana, a jej doczesne szczątki zostały przeniesione z cmentarza leśnego do sarkofagu znajdującego się w jej dawnym pokoju, a obecnie kaplicy Matki Bożej Anielskiej Ośrodka Szkolno-Wychowawczego dla Dzieci Niewidomych im. Róży Czackiej w Laskach), ks. Antoni Józef Marylski, ks. Władysław Korniłowicz (grób symboliczny, ciało po ekshumacji w kościele św. Marcina w Warszawie) i inni. Dalej znajdują się groby ludzi zasłużonych nie tylko dla Zakładu, ale dla polskiej literatury, nauki i kultury, takich jak Antoni Słonimski, Halina Mikołajska, Marian Brandys, Stanisław Stomma, Jan Lechoń. Znajdują się tu również groby polityków, uczonych i architektów.

## Pochowani na cmentarzu
- Andrzej Adamczyk (1936–1989)[3], dyrektor Ośrodka Szkolno-Wychowawczego dla Dzieci Niewidomych im. Róży Czackiej w Laskach
- Marian Brandys (1912–1998), pisarz wraz z żoną, Haliną Mikołajską-Brandys (1925–1989), aktorką
- Stanisław Brukalski (1894–1967) wraz z żoną, Barbarą Brukalską-Sokołowską (1899–1980), architekci
- bł. s. Róża Czacka (1876–1961), założycielka zgromadzenia franciszkanek służebnic Krzyża, opiekunka niewidomych, założycielka zakładu dla niewidomych
- Maria Dąmbska (1925–2005), profesor neuropatologii
- Czesław Deptuła (1937–2024), historyk, mediewista
- Antoni Dmochowski (1896–1983), biochemik
- Irena Dziedzic (1925–2018), dziennikarka, prezenterka telewizyjna
- Aleksander Fedorowicz (1914–1965), ksiądz katolicki, duszpasterz, rekolekcjonista
- Tadeusz Fedorowicz (1907–2002), ksiądz katolicki, sybirak
- Witold Friemann (1889–1977), kompozytor, pianista, dyrygent i pedagog
- Władysław Gołąb (1931–2022), adwokat, działacz społeczny
- Konrad Górski (1895–1990), historyk literatury
- Henryk Hlebowicz (1904–1941), duszpasterz, błogosławiony Kościoła katolickiego
- Aleksander Iżycki-Herman (1887–1961), inżynier komunikacji
- Ewa Jabłońska-Deptuła (1931–2008), historyczka XI i XX wieku, działaczka opozycji w PRL
- Sylwester Jakubowski (1918–2011)[4], doktor nauk medycznych, współtwórca polskiej reumoortopedii
- Wojciech Jaroszewski (1935–1993), geolog
- s. Klara, wł. Bronisława Jaroszyńska (1911–2010), siostra zakonna, wieloletnia pracownica Ośrodka dla Niewidomych w Laskach
- Halina Jaroszyńska (1886–1985), pedagożka, Sprawiedliwa wśród Narodów Świata
- Józef Jaroszyński (1881–1959), historyk-mediewista, nauczyciel, Sprawiedliwy wśród Narodów Świata
- Barbara Jonscher (1926–1986), malarka
- Krystyna Konarska-Łosiowa (1910–2002), poetka
- Władysław Korniłowicz (1884–1946), ksiądz katolicki, współtwórca i kierownik duchowy Dzieła Lasek
- Jan Kossakowski (1900–1979), profesor nauk medycznych, twórca powojennej polskiej chirurgii dziecięcej, malarz
- Edwin Kowalik (1928–1997), pianista, kompozytor, publicysta
- Zofia Kozłowska (1871–1958), profesor konserwatorium
- Janusz Krupski (1951–2010), wydawca, kierownik Urzędu do Spraw Kombatantów i Osób Represjonowanych
- Józef Krzyczkowski (1901–1989), pułkownik Wojska Polskiego, uczestnik powstania warszawskiego
- Zygmunt Kubiak (1929–2004), pisarz i eseista
- Jan Lechoń (1899–1956), poeta, krytyk literacki i teatralny, współtwórca grupy poetyckiej Skamander
- Aleksander Małachowski (1924–2004), polityk, publicysta, wolnomularz, honorowy przewodniczący Unii Pracy
- Antoni Marylski (1894–1973), ksiądz katolicki, współzałożyciel kwartalnika Verbum, jeden z twórców Lasek
- Tadeusz Mazowiecki (1927–2013), ostatni premier PRL i pierwszy premier III Rzeczypospolitej
- Bogdan Michałowicz (1938–2010), profesor nauk medycznych, chirurg, transplantolog, klinicysta
- Zofia Morawska (1904–2010), działaczka społeczna
- Jerzy Mycielski (1930–1986), profesor Politechniki Warszawskiej, fizyk teoretyk
- Wacław Niedziałkowski (1892–1949)[5], leśnik, botanik, fitosocjolog, profesor Katedry Urządzania Lasu SGGW
- Piotr Nowina - Konopka (1949-2025) - ekonomista, polityk, dyplomata, ambasador RP w Watykanie
- Bohdan Paczyński (1940–2007), astronom i astrofizyk
- Maciej Paderewski (1943–2010)[6], profesor muzyki, pianista, kameralista, pedagog
- Janusz Przewłocki (1927-2007), inżynier, nauczyciel, wydawca, kolekcjoner i bibliofil, działacz opozycji demokratycznej w PRL
- Czesław Maria Puzyna (1920–2003), doc. dr. inż. akustyki, żołnierz Armii Krajowej, więzień KL Auschwitz-Birkenau, działacz na rzecz niewidomych, świecki dominikanin
- Eleonora Reicher (1884–1973), profesor medycyny, twórczyni polskiej szkoły reumatologicznej
- Witold Rothenburg-Rościszewski (1901–1943), adwokat, działacz ONR
- Feliks Sawicki (1928–1979), profesor nauk medycznych, epidemiolog, twórca polskiej statystyki medycznej
- Wojciech Sawicki (1933-2018), profesor nauk medycznych, histolog, wykładowca
- Antoni Słonimski (1895–1976), poeta, felietonista, dramatopisarz, satyryk, krytyk teatralny i działacz społeczny wraz z żoną, Janiną Konarską-Słonimską (1900–1975), malarką
- Małgorzata Starowieyska (1953–2006), malarka, performerka, scenograf
- Franciszek Starowieyski (1930–2009), malarz, grafik
- Jan Piotr Stępień (1910–1995), ksiądz katolicki, biblista, kapelan AK, rektor ATK
- Lucjan Seweryn Stępień (1912–1986) – lekarz powstania warszawskiego, jeden z pionierów polskiej neurochirurgii
- Stanisław Stomma (1908–2005), profesor prawa karnego, działacz polityczny, publicysta
- Franciszek Strynkiewicz (1893–1986), rzeźbiarz, rektor ASP, wraz z żoną Barbarą Bieniulis-Strynkiewicz (1922–1996), rzeźbiarką, oraz córką Anną Dorotą Strynkiewicz (1949–1983)[7]
- Stefan Swieżawski (1907–2004), filozof, promotor pracy doktorskiej Karola Wojtyły
- Teresa Ścibor-Rylska (1912–1985)[8], profesor KUL, etyk, filozof przyrody
- Włodzimierz Ścibor-Rylski (1914–1939), działacz katolicki, prawnik, uczestnik wojny obronnej we wrześniu 1939
- Krzysztof Śliwiński (1940–2021), działacz katolicki, działacz opozycji w PRL, dyplomata
- s. Teresa Landy, wł. Zofia Landy (1894-1972) filozofka, franciszkanka, krytyczka literacka związana z czasopismem Verbum
- Stanisław Trębaczkiewicz (1910–1980), profesor KUL
- Tadeusz Walendowski (1944–2004), dziennikarz i filmowiec, działacz opozycji w PRL
- Jerzy Wolff (1902–1985), ksiądz katolicki, malarz, grafik, krytyk sztuki
- Jacek Woźniakowski (1920–2012), historyk sztuki, wydawca i były prezydent Krakowa
- Jerzy Zawieyski (1902–1969), dramatopisarz, prozaik, prezes KIK, działacz polityczny
- Jan Zieja (1897–1991), ksiądz katolicki, jeden z założycieli KOR, kapelan wojskowy
- Michał Żółtowski (1915–2009), prawnik, pisarz historyczny, działacz społeczny.